# Ybo Buruma
Ybo Buruma (Veghel, 14 augustus 1955) is een Nederlands jurist gespecialiseerd in het strafrecht. Sinds 1 september 2011 is hij raadsheer in de Hoge Raad der Nederlanden. Hij is hoogleraar strafrecht en strafprocesrecht aan de Radboud Universiteit Nijmegen. Van 2005 tot en met 2007 was hij tevens decaan van de Faculteit der Rechtsgeleerdheid. Voorts is hij redacteur van het Nederlands Juristenblad.

## Levensloop
Buruma volgde zijn middelbareschoolopleiding aan het Christelijk College Nassau-Veluwe in Harderwijk. Hij is een neef van de Nederlands-Britse schrijver Ian Buruma.
Hij publiceert over uiteenlopende onderwerpen als opsporingsmethoden, slachtoffers, fraude, zedendelicten, georganiseerde misdaad en de europeanisering van het strafrecht. Daarbij maakt hij niet alleen van juridische, maar ook van sociaal-wetenschappelijke (criminologische) inzichten gebruik.
Buruma adviseerde de Nederlandse overheid regelmatig. Hij was onder meer betrokken bij de Parlementaire enquêtecommissie opsporingsmethoden (commissie Van Traa) en maakte in 2004 deel uit van de Commissie Bestuurlijke Evaluatie Algemene Inlichtingen- en Veiligheidsdienst. In 2004 werd hij uitgenodigd de Tweede Kamer te informeren over de mogelijkheden van het Wetboek van Strafrecht om terrorisme aan te pakken. In de media gaf hij vaak uitleg over gerechtelijke uitspraken. Buruma was lid van de commissie die het verkiezingsprogramma van de Partij van de Arbeid voor de Tweede Kamerverkiezingen 2006 opstelde.
Hij was voorzitter van de Toegangscommissie Evaluatie Afgesloten Strafzaken (commissie Posthumus-II).

## Bezwaren
Toen Buruma werd voorgedragen voor de functie van raadsheer bij de Hoge Raad, noemde het Kamerlid Louis Bontes van de Partij voor de Vrijheid hem "veel te politiek om als hoogste rechter onafhankelijk te kunnen oordelen". Hij vroeg om een hoofdelijke stemming in de Tweede Kamer. De Partij voor de Vrijheid heeft bij de door haar gevraagde stemming blanco gestemd; in de Kamer stemde een ruime meerderheid in met de benoeming.
Bestuur van de Hoge Raad:
G. de Groot (president) · M.V. Polak · M.J. Kroeze ·  V. van den Brink · J. de Hullu · R.J. Koopman · M.E. van Hilten (vicepresidenten)

Eerste kamer:
G. de Groot · 
M.V. Polak · 
M.J. Kroeze (vzrs.) · 
A.E.B. ter Heide ·
F.J.P. Lock · 
G.C. Makkink · 
C.E. du Perron · 
F.R. Salomons · 
S.J. Schaafsma · 
C.H. Sieburgh · 
T.H. Tanja-van den Broek · 
K. Teuben · 
H.M. Wattendorff

Tweede kamer:
V. van den Brink · 
M.J. Borgers (vzrs.) · 
Y. Buruma · 
C. Caminada · 
J.C.A.M. Claassens · 
C.N. Dalebout · 
T. Kooijmans · 
M. Kuijer · 
A.E.M. Röttgering ·
A.L.J. van Strien ·
T.B. Trotman

Derde kamer:
M.E. van Hilten · 
J.A.R. van Eijsden (vzrs.) · 
M.T. Boerlage ·
P.A.G.M. Cools ·
E.F. Faase · 
M.W.C. Feteris · 
M.A. Fierstra · 
R.J. Koopman ·
E.N. Punt ·
A.E.H. van der Voort Maarschalk · 
J. Wortel

J.E.M. Polak (i.b.d.) · 
H.G. Sevenster (i.b.d.) · 
C.J. Borman (i.b.d.)

Parket:
F.W. Bleichrodt (procureur-generaal) · 
M.H. Wissink (plv. procureur-generaal) · 

Advocaten-generaal civiel:
B.F. Assink · 
R.H. de Bock · 
B.J. Drijber · 
T. Hartlief · 
F.F. Langemeijer (i.b.d.) · 
S.D. Lindenbergh · 
M.L.C.C. Lückers · 
G.R.B. van Peursem · 
E.B. Rank-Berenschot · 
G. Snijders · 
W.L. Valk · 
P. Vlas · 
E.M. Wesseling-van Gent 

Advocaten-generaal straf:
D.J.C. Aben · 
P.M. Frielink · 
A.E. Harteveld · 
E.J. Hofstee · 
B.F. Keulen · 
D.J.M.W. Paridaens · 
T.N.B.M. Spronken · 
P.C. Vegter (i.b.d.)

Advocaten-generaal belasting:
C.M. Ettema · 
R.L.H. IJzerman · 
R.E.C.M. Niessen · 
P.J. Wattel